# Gymnosiphon okamotoi
Gymnosiphon okamotoi là một loài thực vật có hoa trong họ Burmanniaceae. Loài này được Tuyama mô tả khoa học đầu tiên năm 1940.